# Дзвін Саята
«Дзвін Саята» — радянський художній фільм 1966 року, знятий на кіностудії «Узбекфільм».

## Сюжет
Про боротьбу жінок-узбечок з реакційним духовенством в 1920-ті роки. Ставши після загибелі чоловіка головою місцевої Ради, героїня фільму сільська вчителька Халіда вступає в смертельну сутичку з реакційним духовенством. Вона роздає біднякам байські землі, веде боротьбу з віковою традицією багатожонства, справляє перше радянське весілля в аулі. Халіда відкриває школу в глухому гірському кишлаку. Але дехкани бояться посилати дітей в школу, побоюючись проклять священика. Багато зусиль довелося докласти молодій вчительці, щоб пройшов перший урок…

## У ролях
- Мухтар Ага-Мірзаєв — Жумаєв (дублював Ігор Єфімов)
- Юлдаш Агзамов — Хакім-домла (дублював Є. Григор'єв)
- Марат Аріпов — Мавлян (дублював Юрій Соловйов)
- Ірина Бокучава — Халіда (дублювала Р. Балашова)
- Ансар Атаєв — Мардан (дублював С. Голубєв)
- Бахтійор Іхтіяров — торговець (дублював А. Степанов)
- Сара Ішантураєва — мати Халіди (дублювала Є. Лосакевич)
- Таліб Карімов — Уткур (дублював В. Костін)
- Хікмат Латипов — Гані-ата (дублював М. Гаврилов)
- Тулкун Таджиєв — Куддус (дублював С. Соколов)
- Саат Таліпов — Саїд (дублював Олександр Суснін)
- Раззак Хамраєв — Мансур (дублював П. Кашлаков)
- Нугзар Шарія — епізод
- Ісамат Ергашев — Реззак (дублював Юрій Дедович)
- Туйчі Аріпов — епізод
- Уктам Лукманова — Саламат

## Знімальна група
- Режисер — Юлдаш Агзамов
- Сценарист — Дмитро Холендро
- Оператор — Анвар Мукаррамов
- Композитор — Манас Левієв
- Художник — Емонуель Калонтаров